# کیدن هوتران سوم
کیدن هوتران سوم از سلسلۀ ایگه هلکیان بود که دوران فرمانروایی وی همزمان با پادشاهان کاسی انلیل-نادین-سئومی (به انگلیسی: Enlil-nadin-shumi) (۱۲۲۴) و اَدَد-شومَه-ایدیّن (۱۲۱۷–۱۲۲۴) بود. طبق اسناد به جای مانده و رویدادنامه بابلی کیدن هوتران سوم به شرق منطقه دجله حمله کرد و قبل از حرکت به سمت بابل (دولت‌شهر) شهر دِر و معبد مهم آن اِدیمگل-کَلَمّ را ویران کرد. او در بابل، شهر نیپور را به تصرف خود درآورد و بعضی از ساکنان آن را بیرون راند و انلیل-نادین-سئومی، بیست و نهمین فرمانروای کاسی را نیز در سال ۱۲۲۴ پیش از میلاد سرنگون کرد.
طبق رویداد نامۀ بابلی کیدن هوتران چند سال بعد به ادد-شوم-ایدیّن (۱۲۱۷–۱۲۲۲ق. م) سومین فرمانروای منصوب از سوی آشور که در حکومت کاسی‌ها بود، حمله کرد و او را از فرمانروایی کنار زد و در نهایت در مَرَدْ و ایسین به او شکست سختی وارد کرد. دلیل این حملات به درستی مشخص نیست و متأسفانه از پایان دوران حکومت کیدن هوتران سوم هیچ مدرکی در دست نیست. از بین رفتن و نبود اسناد کامل و دقیق از کتیبه‌های مربوط به جانشینان اونتش نپیریشیه و کیدن هوتران دوم، اونتش و کیدن هوتران سوم به احتمال زیاد گویای این مطلب است که با مرگ اونتش-نپیریش همه ساخت و سازهای مهم منطقه، معماری و حفاظت از نیایشگاه‌های ال اونتش نپیریش متوقف شده‌است.